# 扇智史
扇 智史（おうぎ さとし）は、日本のライトノベル作家。静岡県出身。
2003年、大学卒業の年に応募した第5回エンターブレインえんため大賞の小説部門で『閉鎖師ユウと黄昏恋歌』が編集部特別賞を受賞（同回の大賞受賞者は田口仙年堂）。翌2004年5月、同作品でデビューした。

## 作品リスト

### ファミ通文庫（エンターブレイン）
- 閉鎖師シリーズ （イラスト：よしずな）
  - 閉鎖師ユウと黄昏恋歌 （2004年5月）
  - 墓標の森と、魔女の本 閉鎖師秘戦録 （2004年12月）
- 春は出会いの季節です アルテミス・スコードロン （2005年9月、イラスト：村崎久都）
- 永遠のフローズンチョコレート （2006年2月、イラスト：ワダアルコ）
- 塔の町、あたしたちの街 （2007年3月・2008年4月、全2巻、イラスト：尾崎弘宜）

### pixivVisual Story（ポークチェック）
- 蒼井郷珠綺は脇役に恋をした。（2013年5月、イラスト：Ixy）

### 一迅社文庫（一迅社）
- 最終戦争は二学期をもって終了しました -壱ノ刀・カグヤ-（2014年4月、イラスト：白谷こなか）
- 再生のための創形魔術（2014年9月、イラスト：plus9）
- アルテミジアの嗜血礼賛（2015年1月、イラスト：kauto）

### その他
- リンネチューン（NOVA 書き下ろし日本SFコレクション7、2012年3月 河出文庫）
- アトラクタの奏でる音楽（NOVA 書き下ろし日本SFコレクション9、2013年1月 河出文庫 / 日本SFの臨界点［恋愛篇］ 死んだ恋人からの手紙、2020年7月 ハヤカワ文庫JA）